# 酸臭之屋
酸臭之屋（英語：The Acid House）是蘇格蘭作家歐文·威爾許所撰寫的短篇小說合集，於1994年出版，共收錄了22篇短篇小說。內容多涉及酗酒、藥癮、暴力與混亂的情感關係等。
此小說於1998年被改編成同名電影The Acid House （页面存档备份，存于），由保羅·麥格根所執導。